# Jämsänkoski
Jämsänkoski est une ancienne ville du centre-ouest de la Finlande, dans la région de Finlande-Centrale. Elle a été créée en 1926 par scission de la commune de Jämsä, avant d'être fusionné avec cette même ville en 2009.
La ville tire sa vocation industrielle des rapides (Koski en finnois) de la rivière Jämsänjoki, source d'énergie pour les usines. Dès les années 1920, UPM en a fait un de ses centres industriels les plus importants. Aujourd'hui, la prospérité de la ville reste largement fondée sur la pâte à papier. Néanmoins, l'économie a engagé sa diversification, avec également une compagnie spécialisée dans la production d'enzymes. Les emplois industriels comptent pour 49 % des emplois totaux, un des plus hauts taux en Finlande.
La capitale provinciale Jyväskylä est à 60 km, Tampere à 110 km et Helsinki à 226 km.